# Portalrubio de Guadamejud
Portalrubio de Guadamejud è un comune spagnolo di 65 abitanti situato nella comunità autonoma di Castiglia-La Mancia.